# Poa planifolia
Poa planifolia là một loài cỏ trong họ hòa thảo, thuộc chi poa.